# Finnegan's Wake
Finnegan's Wake è una ballata popolare tradizionale irlandese, famosa già intorno al 1850 nella tradizione comica del "music-hall", durante il periodo vittoriano, e per essere stata la base su cui è strutturato uno dei capolavori di James Joyce, il Finnegans Wake.
Il testo della canzone narra della comica resurrezione di Tim (diminutivo di Timothy) Finnegan, un muratore che aveva l'abitudine, per darsi forza, di bere whiskey quando si alzava la mattina; gli accadde così di cadere dalla scala mentre portava i mattoni per costruire un muro (così come accade anche nella celebre strofa infantile di Humpty Dumpty) morendo dopo aver sbattuta violentemente la testa. La salma di Tim venne portata a casa e deposta sul letto "con un gallone di whiskey ai piedi ed un barilotto di birra scura al capezzale".
Comincia così la veglia funebre durante la quale Annie, la vedova, fornisce agli amici di Tim Finnegan tè e pasticcini, poi "pipe, tabacco e punch di whiskey".
Fra le donne e gli uomini presenti nasce però una discussione sulle qualità del defunto e ben presto scoppia una rissa generale; un bicchiere di whiskey, scagliato da uno dei contendenti, finisce invece sulla salma di Tim, che balza dal letto esclamando: "Fate girare come un lampo i vostri cicchetti, che il diavolo vi porti, credevate fossi morto?!".
La canzone è un classico del repertorio folk irlandese ed è stata interpretata praticamente da tutti i principali gruppi e artisti dell'isola. Il gruppo dei Dubliners ne ha fatto un proprio cavallo di battaglia, registrandola in diversi album, così come i The Clancy Brothers, che l'hanno eseguita insieme a Tommy Makem.

## Significati e simboli di Finnegan's Wake

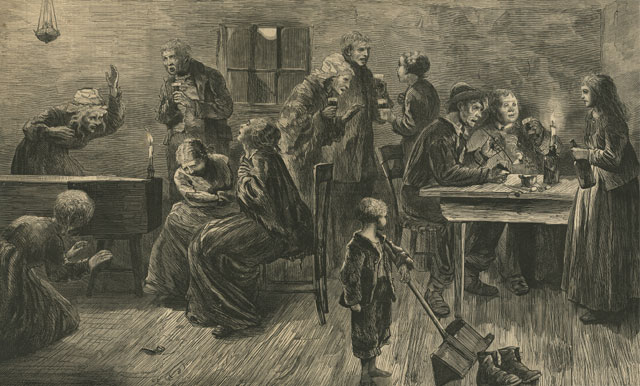
Una veglia funebre irlandese (Immagine tratta da "Harpers Weekly", 15 marzo 1873)

La veglia funebre, nella quale succede di tutto,  rappresenta simbolicamente il ciclo della vita. Nella parabola della storia, Tim Finnegan voleva "salire al mondo", si alza al mattino (nascita), sale sulla scala (crescita), ne precipita (caduta-morte) e infine risuscita (rinascita).
Il nome tipicamente irlandese di Finnegan, scomponibile nell'espressione "Finn-again" ("di nuovo Finn", ovvero il "ritorno di Finn"), rappresenta la proiezione del mitico Fionn mac Cumhaill (o MacCool, MacCumhal = Figlio di Cumhal), fondatore e capo dei Fianna, ossia i feniani, i guerrieri dell'antica Irlanda ai quali si ispirarono i nazionalisti irlandesi per dare nome al loro movimento di liberazione nazionale dalla dominazione inglese.
Secondo la leggenda del ciclo ossianico (il bardo Ossian era figlio di Finn/Fionn) quando Fionn Mac Cumhaill cadde, la sua testa formò il promontorio di Howth (Howth Head o Howth Castle), il suo corpo occupò la sponda settentrionale del fiume Liffey, su cui venne eretta la città di Dublino, ed i piedi si trovavano a Phoenix Park, all'estremità nord-occidentale della città. Il gigante, secondo la credenza popolare, dorme, ma si desterà un giorno per soccorrere la sua gente.
La parola Whiskey, che deriva dal gaelico uisce beatha (IPA: [ˈiʃkʲə ˈbʲahə]), significa "acqua della vita", come l'espressione latina aqua vitae; mentre  la parola "wake" (it. "veglia", ma anche "risveglio"), rappresenta simbolicamente sia il "passaggio" che la "resurrezione".
Nel titolo del suo romanzo ispirato alla ballata, Joyce rimosse l'apostrofo del genitivo sassone, per suggerire una sorta di molteplicità di "Finnegan", facendolo diventare un sostantivo plurale, intendendo così nei Finnegan l'umanità che cade, che veglia e risorge.
Per quanto riguarda la forma della ballata, la struttura riproduce lo schema tipico delle "ballad stanzas" della tradizione nordeuropea.